# STS-91
STS-91 (englisch Space Transportation System) ist die Missionsbezeichnung für einen Flug des US-amerikanischen Space Shuttles Discovery (OV-103) der NASA. Der Start erfolgte am 2. Juni 1998. Es war die 91. Space-Shuttle-Mission, der 24. Flug der Raumfähre Discovery, der elfte und letzte Flug im Rahmen des Shuttle-Mir-Programms und die neunte und letzte Kopplung einer US-Raumfähre an die Raumstation Mir.

## Mannschaft
- Charles Precourt (4. Raumflug), Kommandant
- Dominic Gorie (1. Raumflug), Pilot
- Wendy Lawrence (3. Raumflug), Missionsspezialistin
- Franklin Chang-Diaz (6. Raumflug), Missionsspezialist
- Janet Kavandi (1. Raumflug), Missionsspezialistin
- Waleri Rjumin (4. Raumflug), Missionsspezialist (Roskosmos/ Russland)

### Mir-Crew Rückflug
- Andrew Thomas (2. Raumflug)

(nach einer Flugzeit von 140 Tagen, 15 Stunden und 12 Minuten zur Erde zurückgekehrt; Hinflug mit STS-89)

## Missionsbeschreibung
Beim letzten Flug eines US-Shuttles zur russischen Raumstation Mir stand der Materialtransport erneut im Vordergrund. Außerdem wurde Andrew Thomas, der siebente Astronaut, der an Bord einer russischen Raumstation lebte und arbeitete, abgeholt. Mit ihm wurden auch viele wissenschaftliche Proben und einige Apparaturen zurück zur Erde gebracht, darunter ein System zur Messung von minimalen Beschleunigungen durch die Bewegungen der Raumfahrer an Bord (Space Acceleration Measurement System) und ein Zellkulturexperiment zur Beobachtung der langfristigen Entwicklung bestimmter Zelltypen in der Schwerelosigkeit (CoCulture). Während der Kopplungsphase am Kopplungsmodul der Mir wurden außerdem Luft- und Wasserproben genommen, um die Veränderung der Umweltbedingungen an Bord der Station ermitteln zu können. Nach dem Abkoppeln von der Station Mir wurde von der Discovery aus nach einem grün fluoreszierenden Gas Ausschau gehalten, dass in das beschädigte Modul Spektr gepumpt worden war. Dadurch wollte man herausfinden, wo genau sich die Lecks befanden.
Wichtige wissenschaftliche Nutzlasten an Bord der Discovery waren das Alpha Magnetic Spectrometer (AMS), ein Gerätekomplex zur Erforschung von Verbrennungsprozessen in der Schwerelosigkeit (Solid Surface Combustion Experiment), und ein neuartiges System, das über Inmarsat-Stationen und Satelliten die direkte Kommunikation via Telefon, Fax und Datenübermittlung zwischen den Astronauten und Wissenschaftlern auf der Erde erlauben sollte. Aufgrund technischer Schwierigkeiten konnte dieses System jedoch nicht eingesetzt werden. Ähnliche Probleme hatte man auch mit der Ku-Band-Antenne der Raumfähre, so dass keine Fernsehübertragungen möglich waren. Außerdem mussten die Messwerte des AMS dadurch weitgehend aufgezeichnet werden. Die Auswertung erfolgte auf der Erde, erbrachte aber nicht den Nachweis von Antimaterie in der Höhenstrahlung. Insgesamt wurden etwa 3 Millionen Heliumatome detektiert. Darunter befand sich aber kein einziges Antiatom. Ohnehin wurde das AMS bei der Discovery-Mission nur getestet. Der langfristige Einsatz eines solchen Teilchendetektors wurde auf der Internationalen Raumstation mit AMS-2 realisiert. Zwei erstaunliche Ergebnisse erbrachte das Experiment aber. Es gibt im erdnahen Raum viermal so viele Positronen wie Elektronen. Bisher hatte man angenommen, dass diese Teilchen gleich häufig vorkommen. Außerdem werden langsame Protonen, die von der Sonne stammen, zunächst für längere Zeit im Magnetfeld 2.000 Kilometer um den Äquator festgehalten, bevor sie zu den Polen fliegen.
Mehrfach wurde das Space Vision System verwendet, um Arbeiten mit dem Manipulatorarm zu erleichtern. Über mehrere Kameras und Messpunkte in der Ladebucht und an der Spitze des Robotarmes wird in einem Laptop ein virtuelles Abbild der Ladebuchtumgebung erzeugt. Hier lassen sich Abstände genauer ermitteln als durch den Blick aus dem Fenster. Beobachtungsobjekt war zunächst die Außenhaut einiger Module der Raumstation Mir, später ein Leck in einem Wassertank des Energiesystems.
Erstmals startete ein Space Shuttle mit einem neuen Haupttank (Super Lightweight External Tank), der aus einer Aluminium-Lithium-Legierung besteht. Durch eine wabenartige Struktur seiner Oberfläche ist er zwar leichter, dennoch etwa 30 % stabiler als das bisherige Modell. Außerdem kann dadurch die maximale Nutzmasse des Space Transportation Systems um etwa 3,5 Tonnen gesteigert werden. Die Discovery landete planmäßig in Florida.